# Panellenismo
Il panellenismo è un termine che designa l'anelito ad unificare in un solo stato tutte le popolazioni di lingua e cultura greca residenti nei territori dell'attuale Penisola Balcanica e nelle isole dell'Egeo.
Il panellenismo, manifestatosi già all'epoca dell'Impero Bizantino, non fu alieno dall'avere alla sua base anche dei motivi religiosi che anzi furono uno dei suoi fondamentali elementi nella decisa opposizione all'Impero ottomano da parte di tutti quanti erano accomunati dalla Lingua greca.
In epoca moderna, l'indipendenza greca sancita dal Trattato di Londra del 1827 che fu una prima vittoria del panellenismo, che visse un altro momento positivo per i suoi ideali alla fine della prima guerra mondiale con il Trattato di Sèvres del 1920 e l'affido alla Grecia della Tracia Orientale, delle isole egee e della zona di Smirne. Tali speranze furono però infrante dal Trattato di Losanna del 1923 successivo alla disastrosa guerra contro i turchi, in cui i greci dovettero rinunciare a Smirne ed a qualsiasi rivendicazione sulle aree dell'Asia minore.
Da tali eventi si può dire che il progetto panellenico sia definitivamente tramontato.
Durante la creazione delle "polis" Greche questo sentimento di "unione" non era più sentito dai Greci, poiché intenti a mantenere la loro figura di polis indipendente.